# Campionati europei di pentathlon moderno 2000
I campionati europei di pentathlon moderno 2000 si sono svolti a Székesfehérvár, in Ungheria, dove si sono disputate le gare maschili e femminili individuali ed a squadre.

## Risultati

### Maschili
| Evento              | Oro                                                    | Argento                                                 | Bronzo                                                 |
| Individuale         | Imre Tiideman                                          | Nicolae Papuc                                           | Adrian Toader                                          |
| A squadre           | Russia Aleksej Turkin Rustem Sabirchuzin Denis Stojkov | Germania Jan Veder Sebastian Dietz Oliver Strangfeld    | Francia Olivier Ibanès Christophe Ruer Raphaël Astier  |
| Staffetta a squadre | Ungheria Péter Sárfalvi Gábor Balogh Ákos Hanzély      | Francia Olivier Clergeau Christophe Ruer Olivier Ibanès | Svezia Erik Johansson Björn Johansson Fredrik Svensson |

### Femminili
| Evento              | Oro                                                        | Argento                                                     | Bronzo                                                    |
| Individuale         | Zsuzsanna Vörös                                            | Stephanie Cook                                              | Tat'jana Muratova                                         |
| A squadre           | Ungheria Csilla Füri Zsuzsanna Vörös Bea Simóka            | Gran Bretagna Georgina Harland Sian Lewis Stephanie Cook    | Francia Anouk Saint Jours Caroline Delemer Axelle Guiguet |
| Staffetta a squadre | Gran Bretagna Georgina Harland Stephanie Cook Kate Allenby | Germania Thora Meyer-Efland Christianne Casimir Kim Raisner | Ungheria Bea Simóka Nóra Simóka Vivien Máthé              |

## Medagliere
| Posizione | Paese         |   |   |   | Totale |
| --------- | ------------- | - | - | - | ------ |
| 1         | Ungheria      | 3 | 0 | 1 | 4      |
| 2         | Gran Bretagna | 1 | 2 | 0 | 3      |
| 3         | Russia        | 1 | 0 | 1 | 2      |
| 4         | Estonia       | 1 | 0 | 0 | 1      |
| 5         | Germania      | 0 | 2 | 0 | 2      |
| 6         | Francia       | 0 | 1 | 2 | 3      |
| 7         | Romania       | 0 | 1 | 1 | 2      |
| 8         | Svezia        | 0 | 0 | 1 | 1      |
| Totale    | Totale        | 6 | 6 | 6 | 18     |